# Igreja Cristã Reformada na América do Norte
A Igreja Cristã Reformada na América do Norte (ICRAN), em inglês Christian Reformed Church in North America, é uma denominação cristã reformada formada no ano de 1857, nos Estados Unidos e Canadá.

## História

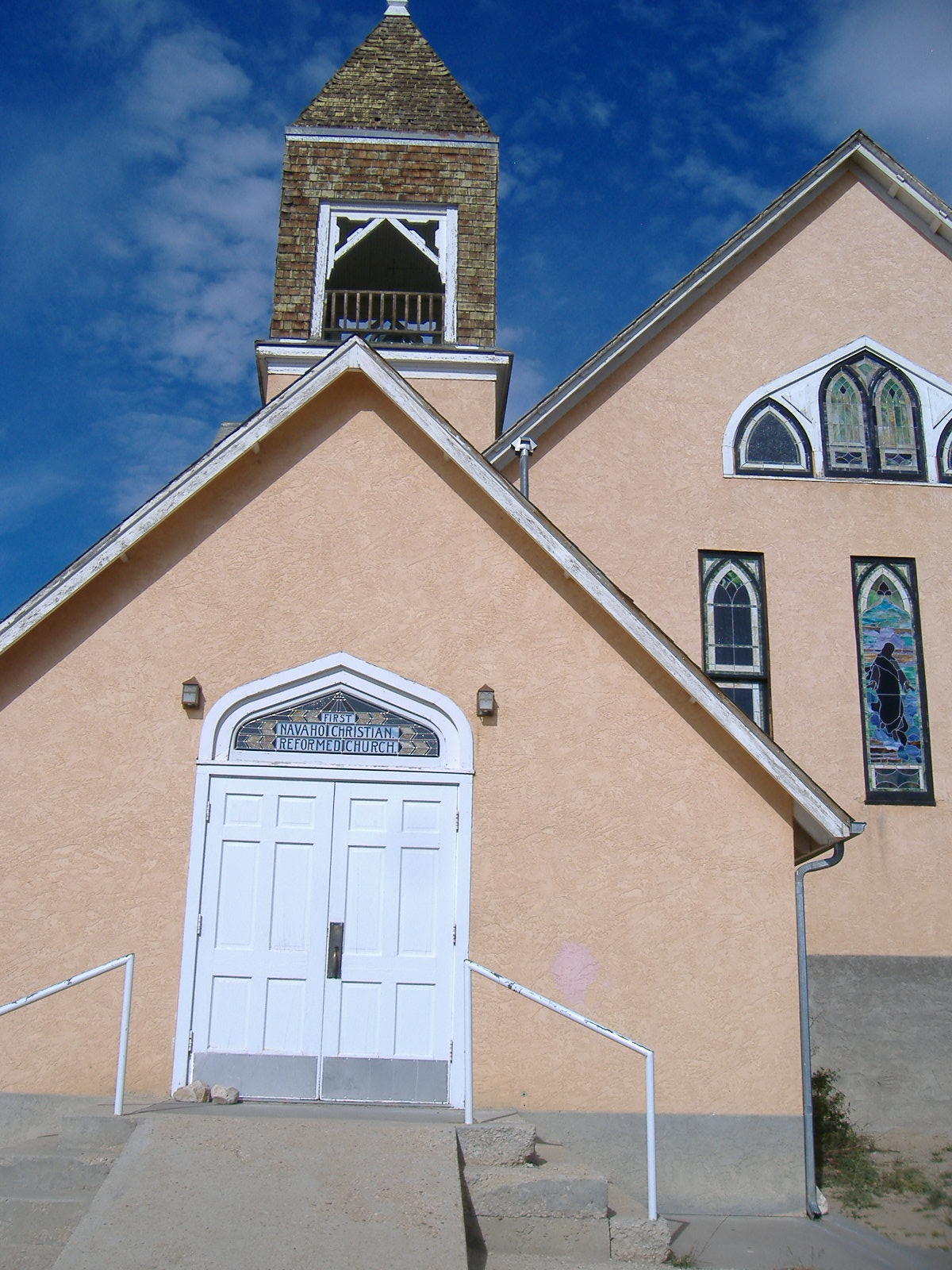
Primeira Igreja Cristã Reformada na Nação Navajo.

A Igreja Cristã Reformada na América do Norte foi formada em 1857, por imigrantes holandeses, dissidentes da Igreja Reformada na América. Desde então, a denominação cresceu e tornou-se a maior denominação reformada continental nos Estados Unidos.
Em 1924, devido a uma controvérsia que envolvia a doutrina da graça comum, os reverendos Herman Hoeksema, George Ophoff e Henry Danhof foram depostos pela ICRAN e formaram as Igrejas Protestantes Reformadas na América.
Em 1975 a ICRAN fez parte da formação do Conselho Norte-Americano Presbiteriano e Reformado (CNAPR).
Em 1995, todavia, a denominação foi suspensa e depois expulsa do CNAPR, após ter permitido a ordenação feminina.
Várias igrejas se separaram da denominação por não apoiarem a ordenação de mulheres e se uniram à Igreja Presbiteriana na América, enquanto outras formaram as Igrejas Reformadas Unidas na América do Norte.

## Estatísticas
| Ano  | Igrejas | Membros |
| ---- | ------- | ------- |
| 1963 | 585     | 256.015 |
| 1992 | 981     | 316.415 |
| 2022 | 1.053   | 204.664 |
| 2023 | 1.015   | 195.704 |
| 2024 | 1.000   | 189.753 |
| 2025 | 981     | 183.710 |

A denominação cresceu constantemente entre 1963 e 1992, quando atingiu 316 415 membros. Todavia, desde então começou a declinar em número de membros.
Em 2022, a denominação era formada por 1 053 igrejas e 204 664 membros.
Em 2023, a denominação passou por novo declínio, chegando a marca de menos de 200 mil membros pela primeira vez em sua histórias. Neste ano, a denominação relatou ter 1 015 igrejas e 195 704 membros.
Em 2024, a denominação relatou ser formada por 1000 igrejas e 189 753 membros. Em 2025, o número havia caído para 981 igrejas e 183.710 membros.

## Doutrina
A denominação é reformada continental e calvinista.  Subscreve o Credo dos Apóstolos, o Credo Niceno e o Credo de Atanásio, bem como os Padrões da Unidade: a Confissão Belga, o Catecismo de Heidelberg e os Cânones de Dort. Além disso, permite a ordenação de mulheres.

## Missões
A ICRAN envia missionários para diversos outros países, com o objetivo de plantar igrejas e formar novas denominações reformadas nacionais. 
Entre suas igrejas filhas estão: a Igreja Presbiteriana e Reformada da Costa Rica, as Igrejas Reformadas Nepalesas, a Igreja Cristã Reformada em El Salvador, a Igreja Cristã Reformada em Myanmar, a Igreja Reformada Confessante no Congo, a Igreja Cristã Reformada nas Filipinas, Igreja Cristã Reformada na República Dominicana, a Igreja Cristã Reformada de Honduras, a Igreja de Cristo Reformada Universal e a Igreja Cristã Reformada da Nigéria.

## Relações intereclesiásticas
A denominação é membro da Fraternidade Reformada Mundial e Comunhão Mundial das Igrejas Reformadas.